# Zumpango del Río
Zumpango del Río (Ráa in mixteco), è una cittadina dello stato del Guerrero, in Messico, capoluogo del comune di Eduardo Neri. Confina a nord-ovest con Xochitlapa, a sud con Chilpancingo de los Bravo, ad est con Zitlala, e a ovest con Tixtla. Zumpango del Río è il centro principale del comune. Il nome deriva dalla parola azteca "tzompanco", che significa "luogo del muro di teschi".